# Football League Fourth Division
Fourth Division (lub Division Four) – czwarty, najwyższy poziom ligowy w Anglii powstały przed sezonem 1958/1959. Liga ta zmieniła nazwę po uformowaniu Premier League i przed rozpoczęciem sezonu 1992/1993 przemianowano ją na Football League Third Division.

## Historia
Division Four powstała w 1958 roku w wyniku rozdzielenia dwóch regionalnych grup trzeciej dywizji -Third Division North oraz Third Division South. 12 najlepszych drużyn 3. ligi z poprzedniego sezonu 1957/1958 zagrało w Third Division natomiast dwanaście pozostałych, które automatycznie stały się założycielami nowo powstałej ligi, w Fourth Division. 
W pierwszym sezonie Division Four zagrały:
- Z Third Division North: Barrow, Bradford Park Avenue, Carlisle United, Chester City, Crewe Alexandra, Darlington, Gateshead, Hartlepool United, Oldham Athletic, Southport, Workington, York City
- Z Third Division South: Aldershot, Coventry City, Crystal Palace, Exeter City, Gillingham, Millwall, Northampton Town, Port Vale, Shrewsbury Town, Torquay United, Walsall, Watford

Przed 1987 rokiem cztery najlepsze zespoły z 4. ligi automatycznie uzyskiwały awans do Division Three zaś los czterech najgorszych spoczywał w rękach zarządów innych klubów tej ligi, które w wyniku głosowania decydowały o pozostaniu bądź opuszczeniu Football League. W tym samym roku wprowadzono zasadę rozgrywania play-offów, w wyniku której promocję uzyskiwały trzy pierwsze zespoły natomiast drużyny z miejsc 4-7 rozgrywały baraże o dodatkowe miejsce gwarantujące promocję do Division Three.
Najwyższą średnią frekwencję w Fourth Division osiągnęło Crystal Palace w sezonie 1960/61 i wynosiła 19 092 kibiców na mecz z kolei najwięcej kibiców zasiadło podczas meczu w Wielki Piątek 31 marca 1961 roku pomiędzy Crystal Palace a Millwall; spotkanie na Selhurst Park obejrzało 37 774 kibiców.

## Promocje i relegacje
Zasadę spadku z Fourth Division wprowadzono w sezonie 1986/1987. Wówczas zwycięzca Conference awansował bezpośrednio do Football League. Pierwszym spadkowiczem z ligi był Lincoln City; awans z Conference uzyskał wówczas Scarborough.
W ciągu 34 lat istnienia Fourth Division 24 kluby wystąpiły zarówno na poziomie pierwszo jak i czwartoligowym. Były to: Blackpool, Bolton Wanderers, Brighton, Bristol City, Burnley, Cardiff City, Carlisle United, Coventry City, Crystal Palace, Huddersfield Town, Leyton Orient, Luton Town, Millwall, Northampton Town, Notts County, Oldham Athletic, Oxford United, Portsmouth, Preston North End, Sheffield United, Swansea City, Watford, Wimbledon, Wolverhampton Wanderers.